# سلطان زاده محمد باشا
سلطان زاده محمد باشا هو سياسي عثماني شغل منصب الصدر الأعظم للدول العثمانية في عهد السلطان إبراهيم الأول. ولد عام 1603 وتوفي في يوليو 1646، وهو حفيد يميشجي حسن باشا.
عُيّن محمد باشا حاكماً على مصر عام 1638، قبل أن يعود إلى العاصمة العثمانية بعد ثلاث سنوات بصفته وزيراً في بلاط السلطان، ثم عُيّن عام 1641 حاكماً على مدينة أوزو الواقعة في أوكرانيا المُعاصرة، ونجح حينها في الاستيلاء على مدينة آزوف الواقعة في غربي روسيا المُعاصرة، والتي كان العثمانيون قد خسروها سابقاً لصالح القوزاق. تبع ذلك تعيينه حاكماً على دمشق عام 1643.

## محمد باشا حاكم مصر
عُيّن محمد باشا حاكماً على إيالة مصر عام 1638. وفي فبراير من العام نفسه أمره السلطان مراد الرابع بإرسال 1,500 جندي لمُساندة البعثة العثمانية المُرسلة إلى بغداد. خرجت قوات محمد باشا من مصر في مايو 1638 ولم تعد حتى يونيو 1639 بعد أن نجح العثمانيون في فرض سيطرتهم على المدينة.
شعر محمد باشا بالانزعاج عقب تتويج السلطان الجديد إبراهيم وذلك لعدم تسلمه الهدايا المُعتادة التي كان يحصل عليها حكام المقاطعات بعد تتويج السلاطين، وكان هذا بمثابة دليل على عدم توافق السلطان معه. وبالفعل عزله السلطان عن حكم مصر عام 1640 وجعله حاكماً على ولاية الحجاز الأقل أهمية. كان محمد باشا قد اتُّهم بسرقة الأموال من الخزانة المصرية لكنّه رفض تسديدها، لكنه اضطّر لدفع ما أخذه في نهاية المطاف.

## الصدارة العظمى والوفاة
تسلّم محمد باشا منصب الصدر الأعظم عام 1644 بعد أن أُعدم سلفه نتيجة مؤامرات حيكت ضده في قصر السلطان إبان الفترة التي عُرفت بسلطنة الحريم، لذا فإنّ مُحمداً كان شديد الحذر في التعامل مع منصبه الجديد مما حدّ من فاعليّته بشكل كبير. فكان مُتملقاً للسلطان لا يرفض له طلباً ولا يُخالف له رأياً. لكنّه على الرغم من ذلك عارض إعلان الحرب على جمهورية البندقية، لكنّ اعتراضه الحذر لم يؤخذ بعين الاعتبار واندلعت حرب كريت بالفعل عام 1645 واستمرت حتى عام 1669. انتهت هذه الحرب بانتصار العثمانيين، لكنّها كلفت خزينة الدولتين الكثير.
سرّح السلطان إبراهيم محمد باشا من منصبه عام 1645 ليتفرغ لمهمته الجديدة كقائد للجيش في جزيرة كريت مسرح الحرب التي كانت ما تزال في بدايتها، لكنه ما لبث أن توفي في يوليو 1646.